# واکنش گرماگیر
واکنش گرماگیر (به انگلیسی: endothermic reaction) نوعی واکنش شیمیایی است که تغییرات آنتالپی آن در فشار ثابت مثبت باشد.

## سطح انرژی مواد در واکنش گرماگیر
در واکنش گرماگیر سطح انرژی مواد اولیه پایین‌تر از سطح انرژی محصولات است یعنی آنتالپی سیستم در صورتی که واکنش گرماگیر باشد در فشار ثابت افزایش می‌یابد. انرژی درونی سیستم نیز در این نوع واکنش افزایش می‌یابد.

## سیستم واکنش گرماگیر
سیستم واکنش گرماگیر گرمای مورد نظر برای انجام این نوع واکنش را از بیرون (محیط واکنش) می‌گیرد.

## تفاوت واکنش گرماگیر و گرماده
ویژگی واکنش گرماگیر عکس واکنش گرماده است یعنی برای یک واکنش گرماده گرمای تولید شده در واکنش از سیستم واکنش به محیط آن خارج می‌شود.

## اندازه‌گیری تغییرات آنتالپی واکنش گرماگیر
تغییرات آنتالپی واکنش گرماگیر را با استفاده از روش کالریمتری سنجشی مقیاسی تعیین می‌کنند و از آن مقدار ظرفیت حرارتی ویژه نمونه را به دست می‌آورند.

## منبع
- Peter Atkins and Julio de Paula, Physical chemistry, W. H. Freeman; 8th edition, U.S.A, 2006. ISBN 0-7167-8759-8